# Efterskolen Smededal
Efterskolen Smededal blev grundlagt i 1969 af en forældre- og lærerkreds. De første 11 år havde den beliggenhed på Godset Lerchenfeld ved Kalundborg. I 1980 opbyggede man det nuværende Smededal i Mørkøv (10 km vest for Holbæk). Der er plads til ca. 84 elever som bor ligeligt fordelt i 6 huse. Husene indeholder 2, 3 og 4-sengsværelser, 2 badeværelser samt en opholdsstue og et tekøkken. Eleverne bor kønsopdelt på værelserne, men er ikke kønsopdelt i husende.